# Alonso de Espina
Alonso o Alfonso de Espina o de la Espina (Palencia, 1412 - 1462) fue un clérigo, predicador, demonólogo y escritor español; profesor en la escuela conventual de San Francisco de  Salamanca, confesor real de Enrique IV de Castilla, en cuya corte alcanzó un gran poder; falleció por instigación de los Arias Dávila hacia 1467. Fue autor de Fortalitium fidei, un tratado sobre los enemigos de la fe cristiana que incluía a herejes, judíos, musulmanes y brujas y demonios, y que tuvo una gran difusión durante las décadas siguientes.
La posible condición de converso de Alonso de Espina se planteó tardíamente (siglo XVII), y, aunque ha sido recogida por fuentes como la Enciclopedia católica o Amador de los Ríos, ha sido negada por Benzion Netanyahu e historiadores posteriores.

## Biografía
Franciscano del convento de Valladolid, cobró fama de gran predicador. En 1452 regentó los estudios teológicos de los franciscanos en Salamanca, llegando a ser rector de esa universidad. Juan II de Castilla le encargó en 1453 (2 de junio) que asistiera durante su ejecución a Álvaro de Luna. En 1454 interviene contra un judío acusado del asesinato de un niño (algo similar al tópico crimen ritual). Los jueces de la Chancillería de Valladolid no daban crédito a la acusación, y Alonso de Espina les acusa de estar influidos por aliquobus de genere suo (o sea, por judeoconversos). En 1455 es nombrado confesor real. No consigue beneficiar a la rama de franciscanos observantes frente a los claustrales, en una disputa sobre derechos que mantenían en Segovia. En 1457 predicó sobre la obligación de dedicar a la guerra contra los moros (y al mantenimiento de "predicadores" y "cogedores") los fondos de la Bula de Cruzada, bajo pena de excomunión. En otoño de 1457, ante una epidemia de peste en Valladolid, realizó unos sermones de la peste de carácter antijudío, que posiblemente son la base sobre la que construyó su obra principal, en la que trabajó entre 1458 y 1461.
Su Fortalitium, muy encomiado por Juan de Mariana (opus eruditum, splendido titulo, voce barbara, et divinarum rerum cognitione præstanti), ha sido definido modernamente como "un catecismo de odio hacia los judíos" que pretendía refutar a los que su autor define como los cuatro enemigos de la fe cristiana: herejes, judíos, moros y demonios. Los judaizantes y los racionalistas (que indica como muy abundantes entre los cristianos nuevos de mayor formación) son dos de las catorce clases de herejes que clasifica. La decimotercera clase de herejes está específicamente dedicada a presentar como herética una tesis de la Introducción al Libro llamado Fedrón de Pero Díaz de Toledo (la traducción castellana del Fedón platónico) que Alonso de Espina consideraba contraria al concepto cristiano de inmortalidad del alma. Este autor, sí claramente judeoconverso, gozaba de una alta posición en la corte (secretario real, oidor en la Chancillería —uno de los que había suscitado la invectiva de Espina—), era graduado en ambos Derechos por la Universidad de Valladolid (otra razón para su animosidad) y la Universidad de Lérida, amigo y colaborador de Íñigo López de Mendoza, y especialmente sobrino de Fernán Díaz de Toledo, relator y secretario principal de Juan II, que había defendido en la Instrucción del relator la integración de los cristianos nuevos desde la revuelta de Pedro Sarmiento. También Pedro realizó un escrito semejante, que no se ha conservado.
La Fortalitium fue escrita en 1458, pero tuvo diversas adiciones que Espina fue añadiendo hasta 1485. La primera edición se publicó entre los años 1464-76. La edición publicada en Núremberg en 1485, comienza así: 

Incipit prohemium Fortalitii Fidei conscriptum por quendam Doctorem eximium ordinis minorum MCCCCLIX anno in partibus occidentis (Aquí comienza la introducción a "Fortalitium Fidei" (una fe fortalecida), escrita por un distinguido profesor de la Orden franciscana en el año 1459).

Existen otras ediciones publicadas en Lyon en 1511 y 1525.
La "Fortalitium Fidei" es un tratado sobre los distintos tipos de argumentos que han de  ser utilizados por los predicadores para oponerse a los detractores del catolicismo. Está dividida en cinco libros, el primero va dirigido contra los que niegan la divinidad de Cristo, el segundo contra los herejes, el tercero contra los judíos, el cuarto contra los mahometanos y el quinto trata de la batalla que se libra contra las puertas del infierno. En este último libro, el autor profundiza sobre los demonios y sobre el odio y los poderes que tienen sobre los hombres y la disminución de esos poderes por la victoria de Cristo en la cruz, una clasificación de los demonios en diez tipos, etc. El libro está lleno de fábulas antisemitas, como la del judío que arrojó una hostia consagrada al agua hirviendo o la leyenda de Hugh de Lincoln.
Alfonso de la Espina publicó al menos otras tres obras:
- Sermones de Nomine Jesu Vigintiduos, de alrededor de 1454 (erróneamente confundida con la "Fortalitium" por algún erudito);
- Sermones plures de excellentia nostrae fidei, predicación de 1459;
- Un tratado sobre la fortuna, dedicada al rey Juan II de Castilla (que reinó entre 1406-54).